# Het Jachtseizoen (Vlaanderen)
Het Jachtseizoen is een Vlaams televisieprogramma dat sinds 1 september 2022 uitgezonden wordt op VTM. De presentatie van het programma was in seizoen 1 in handen van Jamie-Lee Six, Maarten Cop en Laura Tesoro. Six en Cop worden in seizoen 2 vervangen door Nora Gharib en Julie Van den Steen. Het programma is gebaseerd op (en bijna volledig identiek aan) de Nederlandse versie bedacht door StukTV, onderdeel van Talpa.

## Doel
Twee Bekende Vlamingen moeten vier uur lang uit de handen blijven van de drie jagers. De twee boeven krijgen twintig minuten voorsprong. Ze hebben geen gsm en geen geld bij zich. Ook mogen ze maar twintig minuten in eenzelfde voertuig zitten. Als de jagers hun kunnen tikken voor de vier uur, hebben de jagers gewonnen.

## Overzicht
| Seizoen | Uitzenddag | Startdatum       | Einddatum       | Aantal duo's | Jagers        | Jagers       | Jagers              | Aantal ontsnapt  |
| ------- | ---------- | ---------------- | --------------- | ------------ | ------------- | ------------ | ------------------- | ---------------- |
| 1       | Donderdag  | 1 september 2022 | 20 oktober 2022 | 7            | Jamie-Lee Six | Laura Tesoro | Maarten Cop         | 4 van 7 ontsnapt |
| 2       | Woensdag   | 6 september 2023 | 25 oktober 2023 | 8            | Nora Gharib   | Laura Tesoro | Julie Van den Steen | 4 van 8 ontsnapt |

### Seizoen 1
| Afl. | Uitzenddatum      | Deelnemers       | Deelnemers       | Startpunt                       | Eindpunt                        | Resultaat              | Kijkcijfers |
| ---- | ----------------- | ---------------- | ---------------- | ------------------------------- | ------------------------------- | ---------------------- | ----------- |
| 1    | 1 september 2022  | Sergio           | Sam Gooris       | Citadel van Diest               | Gevonden in een maisveld        | Opgepakt na ± 3u 15min | 375.954     |
| 2    | 8 september 2022  | Guga Baúl        | Chris Van Espen  | Fort Napoleon Oostende          | Stad Gent                       | Opgepakt na ± 3u 35min | 292.949     |
| 3    | 15 september 2022 | Sven De Ridder   | Gunther Levi     | Fort 8 Hoboken                  | Kennedytunnel                   | Ontsnapt               | 298.604     |
| 4    | 29 september 2022 | Jens Dendoncker  | Jeroen Verdick   | Fort Liefkesshoek Linkeroever   | Stad Antwerpen                  | Opgepakt na ± 2u       | 252.388     |
| 5    | 6 oktober 2022    | Jacques Vermeire | Walter Grootaers | Fort van Duffel                 | Ontsnapt met helikopter in Lint | Ontsnapt               | 315.880     |
| 6    | 13 oktober 2022   | Natalia          | Bart Kaëll       | Fort van Liezele                | Richting Knokke-Heist           | Ontsnapt               | 300.461     |
| 7    | 20 oktober 2022   | Niels Albert     | Dirk Van Tichelt | Voormalig Tuchthuis (Vilvoorde) | Meer van Rotselaar              | Ontsnapt               | 318.179     |

- Cathérine Moerkerke & Hannelore Simoens waren als duo aangekondigd voor seizoen 1, maar deze aflevering werd niet uitgezonden vanwege een kapotte camera.[2]Zij konden ontsnappen aan de jagers. Zij werden vervangen door Albert en Van Tichelt.

### Seizoen 2
In het 2de seizoen, dat in het najaar van 2023 wordt uitgezonden nemen onder andere Andy Peelman, Karen Damen, Jelle Cleymans en Francesco Planckaert het op tegen de 3 jagers.
| Afl. | Uitzenddatum      | Deelnemers            | Deelnemers           | Startpunt                   | Eindpunt                        | Resultaat               | Kijkcijfers |
| ---- | ----------------- | --------------------- | -------------------- | --------------------------- | ------------------------------- | ----------------------- | ----------- |
| 1    | 6 september 2023  | Andy Peelman          | Karen Damen          | Fort van Stabroek           | Parking tankstation Rumst       | Opgepakt na 3u 57 min   | 413.050     |
| 2    | 13 september 2023 | Christopher Timmerman | Francesco Planckaert | Fort van Bornem             | Veld bij Doel                   | Ontsnapt                | 357.969     |
| 3    | 20 september 2023 | Pat Krimson           | Loredana De Amicis   | Oude gevangenis Dendermonde | Kade Snepkaai Gent              | Opgepakt na 2u 15 min   | 361.950     |
| 4    | 27 september 2023 | Koen Wauters          | Nono Wauters         | Fort Konigshooikt Lier      | Cremerie Wonderijs Willebroek   | Ontsnapt                | 398.695     |
| 5    | 4 oktober 2023    | Loïc Van Impe         | Marcelo Ballardin    | Interescaut Schelle         | Bos in Malonne                  | Ontsnapt                | 297.167     |
| 6    | 11 oktober 2023   | Jelle Cleymans        | Jonas Van Geel       | Fort 8 Hoboken              | Sint-Laurentiuskerk, Verrebroek | Ontsnapt                | 343.151     |
| 7    | 18 oktober 2023   | Astrid Coppens        | Céline Van Ouytsel   | Centrale Langerbrugge Gent  | Jachthaven Blankenberge         | Opgepakt na ± 2u 35 min | 301.596     |
| 8    | 25 oktober 2023   | Gers Pardoel          | Ian Thomas           | Kasteel van Horst           | Afrit E19, Mechelen             | Opgepakt na 1u 58 min   | 226.414     |